# Midyat

Gården på hotellet Kasr-i Nehroz.

Midyat (syriska: ܡܕܝܕ, Mëḏyaḏ) är en stad i provinsen Mardin i Turkiet, och hade 60 424 invånare i slutet av 2012. Staden är även administrativ huvudort för distriktet Midyat.

## Historia

### Assyrisk-syrianska folkmordet
Området dominerades av en syrisk-ortodox kristen assyrisk/syriansk befolkning fram till 1915 (ibland lokalt kallat "svärdets år") då befolkningen i Midyat drabbades av det som kallas det Assyrisk-syrianska folkmordet. Idag bor det cirka 1200 kristna assyrier/syrianer i området. Majoriteten av befolkningen består av kurder.

### Stadens organisering
Under senosmansk tid fram till modern tid var gamla Midyat indelat i följande kvarter (på surayt: "Aš šawṯawoṯo d Mëḏyaḏ"): Bahdi-Latte (Bahdowat/Barlate), Sawtho d’beth-Chalma (Zatte Calma), Ghannowat, Sawtho d’beth Grigo (Grigowat), Hermez, Kasrowat/Qasrowat, Malke Mire, Sawtho d’beth-Saido, Urhoye-Rhawi/Sawtho Elayto, Zabuq
Historiska ledare av assyrisk/syriansk härkomst i Midyat var:
Galle Hermez. Hanne Safer, Ibrahim Shabo (Sahho), Isa Zatte (Chalma)